# Daniel Aranzubía
Daniel Aranzubía Aguado, född 18 september 1979 i Logroño, är en före detta spansk fotbollsmålvakt som spelar i Deportivo La Coruña. Aranzubía har spelat en landskamp för Spanien.